# Blumenfliegen
Die Blumenfliegen (Anthomyiidae) sind eine Familie der Zweiflügler (Diptera) und gehören zu den Fliegen (Brachycera). Weltweit sind etwa 2000 Arten in 53 Gattungen bekannt, davon etwa 220 in Mitteleuropa. Die Blumenfliegen sind nicht identisch mit den englischen flower flies, damit sind in der Regel die Schwebfliegen (Syrphidae) gemeint.
Die kleinen bis mittelgroßen Fliegen sind oft kräftig beborstet und unscheinbar gefärbt, einige aber auffällig grau-schwarz gezeichnet oder mit gelben Beinen und gelbem Hinterleib.

## Verhalten der Blumenfliegen
Wie ihr Name bereits andeutet, findet man sie häufig an Blüten, wo sie sich von Nektar und Pollen ernähren. Einige Arten ernähren sich jedoch auch von anderen Flüssigkeiten, wie etwa Jauche, Schweiß oder aus Wunden fließendem Blut. Bevor die Nahrung aufgesaugt wird, wird sie mit Speichel vermischt und nicht selten mehrmals als Tropfen wieder hervorgewürgt und eingesogen. Auf die Art Anthomyia pluvialis wirken bereits geringe Mengen Cantharidin anlockend, die Bedeutung dessen ist allerdings bislang noch unklar.
Die Eiablage erfolgt meist an den Wirtspflanzen der Larven, die Vertreter der Gattung Delia legen die Eier im Boden ab.

## Larvalentwicklung
Die Larven der meisten Blumenfliegen leben von Pilzen oder pflanzlicher Nahrung. Die Larven der Tangfliegen (etwa die Fucellia-Arten) kommen oft in Massen im angespülten Tang der Küsten vor. Die Larven mehrerer anderer Arten (Hammomyia, Hylephila) leben in Nestern von Wespen und solitären Bienen und verzehren dort vor allem die von den Nestbesitzern eingetragenen Vorräte oder den Abfall. Die Larven der Gattung Strobilomyia minieren die Zapfen von Koniferen. Einige Arten sind Parasitoide, etwa in Eigelegen von Heuschrecken und in Larven verschiedener Insekten. Die Überwinterung erfolgt meist als Puppe im Boden.

## Gattungen
In Europa kommen 36 Gattungen, in der Nearktis etwa 40 Gattungen mit etwa 640 Arten vor. Im Folgenden eine Liste der in Europa vorkommenden Gattungen:
- Acklandia
- Acridomyia
- Acyglossa
- Adia
- Alliopsis
- Anthomyia, bspw. A. pluvialis
- Boreophorbia
- Botanophila, bspw. B. fugax, B. gnava, B. phrenione
- Calythea
- Chiastocheta
- Chirosia
- Delia, bspw. D. antiqua, D. brassicae, D. coarctata, D. floralis
- Egle
- Emmesomyia
- Enneastigma
- Eustalomyia, bspw. E. hilaris
- Eutrichota
- Fucellia
- Heterostylodes
- Hydrophoria
- Hylemya
- Hylemyza
- Hyporites
- Lasiomma, bspw. L. laricicola
- Leucophora, bspw. L. obtusa
- Mycophaga
- Myopina
- Paradelia
- Paregle
- Pegomya, bspw. P. hyoscyami
- Pegoplata
- Phorbia
- Strobilomyia
- Subhylemyia
- Tettigoniomyia
- Zaphne

## Arten

### GattungBotanophila

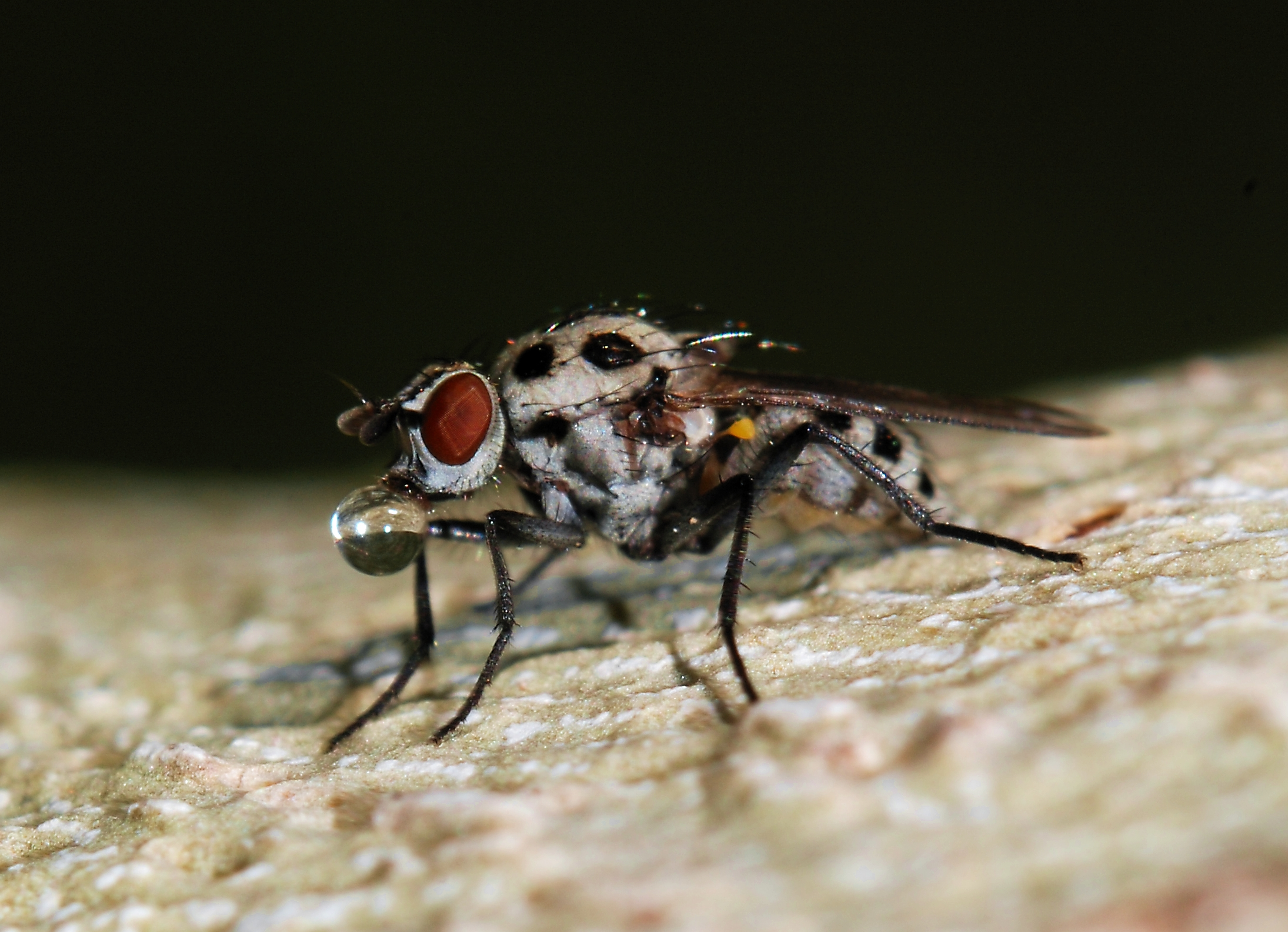
Eine Blumenfliege sondert Flüssigkeit ab

Botanophila phrenione ist ein Pilzmyzelfresser. Das Weibchen legt, vermutlich geruchlich angelockt, ein Ei auf das kolbenförmige Fruchtlager des Gras-Kernpilzes (Epichloe typhina), die Larve frisst danach das Myzel im Innern des Lagers. Auch die Imago frisst am Pilz und fördert vermutlich dessen Verbreitung dadurch, dass sie die Sporen weiterträgt.
Die Lattichfliege oder Salatfliege (Botanophila gnava) legt ihre Eier einzeln im Juli bis Mitte September an Salatblüten. Die Larve frisst die Samen aus, die Puppe überwintert im Boden.

### GattungPegomya
Die Rüben- oder Runkelfliege (Pegomya hyoscyami) existiert wahrscheinlich in zwei Unterarten, wovon eine an Nachtschattengewächsen (Solanaceae) und eine an Chenopodiacea lebt. Nach der Überwinterung der Puppe im Boden und der Eiablage an der Blattunterseite von Melde, Rübe, Spinat oder Mangold minieren die Larven in den Blättern, wobei eine Larve mehrere Blätter oder Pflanzen befallen kann. Im Jahr kommen wahrscheinlich drei bis vier Generationen vor. Pegomya testacea ist vorwiegend gelb gefärbt und ähnelt damit Arten wie Phaonia pallida, Thricops diaphanus, Scathophaga stercoraria und anderen.

### GattungLasiomma
Die Lärchensamenfliege oder Lärchenzapfenfliege (Lasiomma laricicola) schiebt im Mai, ziemlich direkt nach dem Ausschlüpfen aus der Puppe, die Eier unter die Schuppen junger Lärchenzapfen, in denen dann die Larven die Samenanlagen und die Zapfenspindel befressen. Der angerichtete Schaden ist bisweilen beträchtlich.

### GattungDelia
Die Brachfliege (Delia coarctata) legt im Juli bis September etwa 40 Eier in leichten lockeren Boden. Die Larven schlüpfen im Februar bis März des folgenden Jahres und dringen in die Jungpflanzen von Gräsern ein, auch von Getreide (vor allem Winterweizen). Sie vernichten das Herzblatt und wandern über in neue Pflanzen. Die Verpuppung erfolgt Mitte Mai im Boden.
Die Zwiebelfliege (Delia antiqua) legt die Eier in junge Zwiebeln nach dem Schlupf der Imago aus den Puppen, die überwintert haben. Die Larven fressen in den Stängeln und Zwiebeln und wandern auch auf neue Pflanzen über; die Larven der zweiten und wahrscheinlich auch der dritten Generation fressen in den ausgewachsenen Zwiebeln.

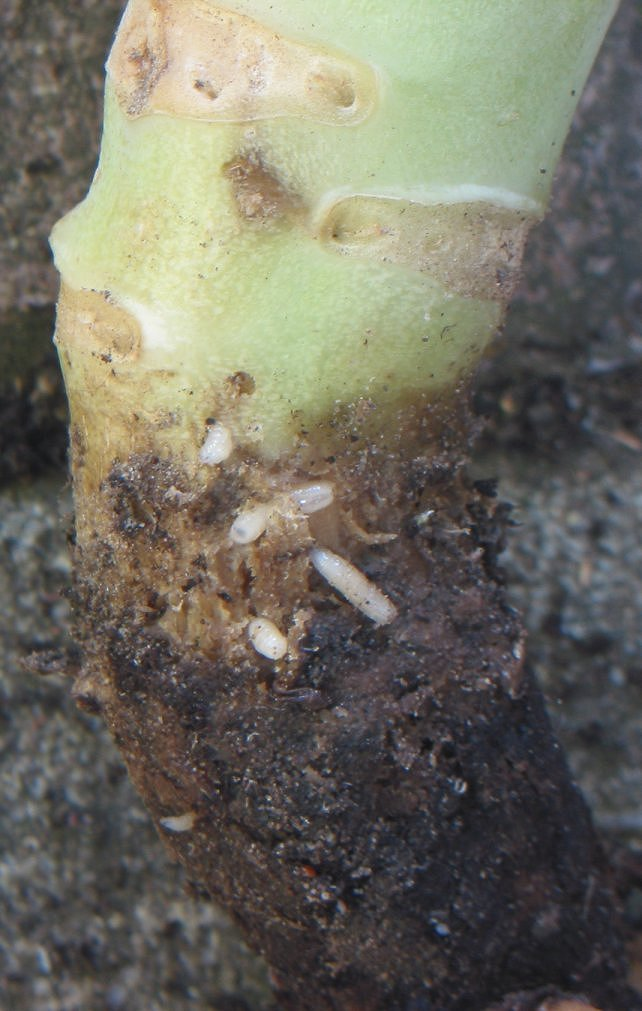
Larven der Kleinen Kohlfliege in Blumenkohl

Die Kleine Kohlfliege (Delia brassicae) ist ein sehr wichtiger Schädling an Kohlgewächsen. Das Weibchen legt ab Ende Juni etwa hundert Eier an die Futterpflanze, die sie optisch und olfaktorisch wahrnimmt. Im Versuch erfolgte eine Anlockung etwa durch Steckrüben-Presssaft oder das Senfölglukosid Sinigrin. Es läuft zuerst auf den Blättern umher (vermutlich wichtig für die Chemorezeption durch die Tarsen), dann stängelabwärts bis auf den Boden, die Eiablage am Stängelgrund und die Eier werden danach mit Bodenteilchen bedeckt. Die Larven, die eine Körperlänge bis 9 mm erreichen, leben in zwei bis drei Generationen an verschiedenen, Senföl und Senfölglukoside enthaltenden Kreuzblütlern und fressen an oder in den Wurzeln sowie auf höheren Pflanzenteilen. Dabei können sie einen beträchtlichen Schaden anrichten.
Die Larven der Großen Kohlfliege (Delia floralis) leben vor allem an Radieschen und Rettich. Die Lebensweise entspricht der der Kleinen Kohlfliege, sie bringt jedoch nur eine Generation pro Jahr hervor.